# Viața curtezanei O'Haru
Viața curtezanei O'Haru este un film japonez din 1952, regizat de Kenji Mizoguchi.